# فرد بارون
فرد بارون (بالإنجليزية: Fred Barron)‏ (7 يونيو 1879 في المملكة المتحدة - ) هو لاعب كرة قدم بريطاني (وحمل سابقاً جنسية المملكة المتحدة لبريطانيا العظمى وأيرلندا) في مركز نصف الجناح. لعب مع نادي بيرنلي.